# Banatsko Aranđelovo
Banatsko Aranđelovo (en serbe cyrillique : Банатско Аранђелово ; en hongrois : Oroszlámos) est une localité de Serbie située dans la province autonome de Voïvodine. Elle fait partie de la municipalité de Novi Kneževac dans le district du Banat septentrional. Au recensement de 2011, elle comptait 1 374 habitants.
Banatsko Aranđelovo est officiellement classé parmi les villages de Serbie.

## Démographie

### Évolution historique de la population
| 1948  | 1953  | 1961  | 1971  | 1981  | 1991  | 2002  | 2011  |
| ----- | ----- | ----- | ----- | ----- | ----- | ----- | ----- |
| 3 258 | 3 133 | 3 189 | 2 710 | 2 245 | 1 912 | 1 718 | 1 374 |

|  |